# Hugo Schnell
Pour les articles homonymes, voir Schnell.
Hugo Schnell (né le 15 mars 1904 à Munich et mort le 29 décembre 1981 à Lindenberg im Allgäu ; nom complet Hugo Karl Maria Schnell) est un historien de l'art et éditeur allemand.

## Biographie
Après avoir obtenu son diplôme d'études secondaires à Augsbourg, il étudie la philosophie, la théologie, l'histoire et l'histoire de l'art à l'Université de Munich. En 1931, il obtient son doctorat avec une thèse sur les influences du Concile de Trente sur l'art dans la vieille Bavière avec un accent particulier sur le peuple bavarois. En 1932, il devient rédacteur culturel à Waldsassen au Grenzzeitung et au Konnersreuther Sonntagsblatt. Il vit à Scheidegg à partir de 1938.
Le 24 novembre 1933, il fonde avec l'homme d'affaires d'édition Johannes Steiner (1902-1995), il fonde la «Dreifaltigkeitsverlag», qui est rebaptisée Verlag Dr. Schnell und Dr. Steiner en 1938 en raison d'un décret de la Chambre de la littérature du Reich et qui est spécialisé dans les guides d'art, principalement pour les églises. Il est lui-même auteur et éditeur de nombreux ouvrages. Son livre Der Kirchenbau des 20. Jahrhunderts in Deutschland (Schnell et Steiner, Ratisbonne 1973) est devient un ouvrage de référence de construction d'églises modernes.

## Honneurs
- 1954: Officier de l'ordre du Mérite de la République fédérale d'Allemagne
- 1956: Commandeur de l'Ordre de Saint-Sylvestre
- 1959: Chevalier de l'Ordre du Saint-Sépulcre
- 1964: Ordre bavarois du Mérite
- 1969: Insigne d'honneur Excellenti in litteris de l'Université d'Innsbruck
- 1977: Croix d'honneur autrichienne pour la science et l'art, 1re classe